# Kaisa Jouhki
Kaisa Jouhki (n. Sumatra; 7 de julio de 1980) es una cantante finlandesa nacida en Indonesia y vocalista de la banda finlandesa de heavy metal Battlelore, formada en 1999.

## Discografía (con Battlelore)

### Álbumes de estudio
- ...Where the Shadows Lie (2002)
- Sword's Song (2003)
- Third Age of the Sun (2005)
- Evernight (2007)
- The Last Alliance (2008)
- Doombound (2011)
- The Return Of The Shadow (2022)

### Álbumes de promoción
- Warriors Tale (1999)
- Dark Fantasy (2000)

### DVD
- The Journey (2004)

### Sencillos
- «Journey to Undying Lands» (2002)
- «Storm of the Blades» (2005)
- «House of Heroes» (2007)
- «Third Immortal» (2008)